# Port lotniczy Pala
Port lotniczy Pala – port lotniczy położony w Pala, w Czadzie.